# Ellipteroides (Protogonomyia) pellax
Ellipteroides (Protogonomyia) pellax is een tweevleugelige uit de familie steltmuggen (Limoniidae). De soort komt voor in het Oriëntaals gebied.